# Terenzio di Pesaro
Terenzio (Pannonia, 210 circa – Pesaro, 24 settembre 247) è stato un vescovo romano, martire e pertanto venerato come santo dalla Chiesa cattolica. È il patrono della città di Pesaro in cui, secondo la tradizione, avrebbe mantenuto il suo episcopato.

## Biografia
Le notizie su Terenzio provengono per la maggior parte da una tarda Passio, pervenuta ai giorni nostri attraverso un antico codice, ora perduto, custodito in un monastero presso Fossombrone.
Originario della Pannonia approda in Italia tramite il Mar Adriatico per il fatto che in Pannonia erano avvenute alcune persecuzioni.

## Culto
San Terenzio è il patrono di Pesaro di cui fu il primo vescovo.
Il corpo del santo è custodito nella cattedrale di Pesaro.
San Terenzio viene festeggiato ogni anno il 24 settembre.